# Szojuz TM–26
A Szojuz TM–26 a Szojuz–TM sorozatú orosz háromszemélyes szállító űrhajó űrrepülése volt 1997-1998-ban. Csatlakozását követően a mentőűrhajó szerepét látta el.

## Küldetés
Feladata váltószemélyzet szállítása volt a Mir űrállomásra. A 32. űrexpedíció a Mirre.

## Jellemzői
Tervezte a (oroszul: Головное контрукторское бюро – ГКБ)). Gyártotta a (oroszul: Закрытое акционерное общество). Üzemeltette az Orosz Űrügynökség.
1997. augusztus 5-én a bajkonuri űrrepülőtér indítóállomásról egy Szojuz–U juttatta Föld körüli, közeli körpályára. Hasznos terhe 7150 kilogramm, teljes hossza 6,98 méter, maximális átmérője 2,72 méter. Önálló repüléssel 14 napra, az űrállomáshoz csatolva 6 hónapra tervezték szolgálatát. 1997. augusztus 7-én az űrállomást automatikus vezérléssel megközelítette, majd sikeresen dokkolt. Az orbitális egység pályája 88,6 perces, 51,6 fokos hajlásszögű, elliptikus pálya-perigeuma 193 kilométer, apogeuma 249 kilométer volt.
Legfőbb feladata az előzőekben bekövetkezett hibás dokkoló művelet sérüléseinek javítása. Hét űrsétával (kutatás, szerelés) sikeresen teljesítették meghatározott feladatukat. Több teherűrhajó (M-35, M-36, M-37) szállított anyagokat (életfeltétel, víz, javítási anyagok, csereegységek). Szétválás előtt a felgyülemlett hulladékot átrakták. A fedélzeti számítógép több alkalommal elromlott, az STS–86 által szállított új egységgel cseréjét megoldották. Két közös misszió valósult meg: az Atlantis űrrepülőgépel (STS–86) és az Endeavour űrrepülőgépel.
1998. február 19-én hagyományos visszatéréssel, Arkalik (oroszul: Арқалық) városától mintegy 30 kilométerre ért Földet. Összesen 197 napot, 17 órát, 34 percet és 36 másodpercet töltött a világűrben. 3089 alkalommal kerülte meg a Földet.

## Személyzet

### Felszálláskor
- Anatolij Jakovlevics Szolovjov parancsnok
- Pavel Vlagyimirovics Vinogradov fedélzeti mérnök

### Leszállásnál
- Anatolij Jakovlevics Szolovjov parancsnok
- Pavel Vlagyimirovics Vinogradov fedélzeti mérnök
- Léopold Eyharts kutatásfelelős mérnök

### Tartalék személyzet
- Gennagyij Ivanovics Padalka parancsnok
- Szergej Vasziljevics Avgyejev fedélzeti mérnök